# تريسيات
التُريسيات (الاسم العلمي: Parmacellidae)، فصيلة حيوانات قازبة من الرخويات بطنيات القدم، رئوية.
أعطانها في غرب المنطقة القطبية الشمالية القديمة، من جزر الكناري إلى أوروبا وأفغانستان.